# 핏사눌록 FC
핏사눌록 FC(태국어 : Phitsanulok Football Club 2015, 구 핏사눌록 TSY 풋볼 클럽 )는 핏사눌록 핏나술룩주의 핏사눌록 시를 연고로 하는 태국의 세미프로 축구 클럽이다. 이 클럽은 현재 타이 리그 3 북부 지역에 소속되어 있다.